# Album (альбом Леонида Руденко)
Album — дебютный альбом российского DJ Леонида Руденко, выпущенный 29 октября 2009 года лейблом Монолит Рекордс.

## Список композиций
1. Freefall
2. Destination (feat. Nicco)
3. Summerfish (feat. Daniella)
4. Lose It (feat. Shena)
5. Real Life (feat. Vicky Fee)
6. Thing about Tomorrow (feat. Danny Foster)
7. Feels Like I’m Alone
8. Lovestory (feat. Plavka & Max Fredrikson)
9. Song for Ya
10. Everybody (feat. Ragsy)
11. Say What!

## Рецензии
Негативную оценку альбому дали на сайте проекта «МирМэджи». На сайте написано, что это «Мутный и неинтересный диск, совершенно не представляющий никакого интереса для музыки в целом. Боюсь, что Руденко придётся очень сильно постараться, чтобы продолжать поддерживать свою популярность на высоком уровне, особенно, если его кинут нынешние заступники, а уж они-то имеют такую дурную привычку, которая у нас по-русски, не по-модному называется „поматросил и бросил“.».

## Чарты
Диск дебютировал в российском чарте альбомов 17 октября на 5-й позиции В целом коммерческий успех альбома был очень низким, так как продажи не достигли даже золотого статуса в 50 тысяч копий.